# Dinții lui Cronos
Dinții lui Cronos este o colecție de povestiri științifico-fantastice ale scriitorului român Vladimir Colin. A apărut în 1975 în colecția Fantastic Club a editurii Albatros. Volumul conține 14 povestiri scrise de Colin, unele apărute anterior și în colecțiile Viitorul al doilea și Capcanele timpului. În 1975 a primit Premiul Asociației Scriitorilor.

## Cuprins
Volumul conține reeditarea povestirilor cuprinse în Viitorul al doilea (versiune revizuită) la care s-au adăugat trei povestiri din volumul Capcanele timpului: „Sub alte stele”, „Vestala / Funcționara timpului” și „În cerc, tot mai aproape”.
- „Cetatea morților”, ficțiune scurtă de Vladimir Colin (1966)
- „Ultimul avatar al lui Tristan”, nuveletă de Vladimir Colin (1966)
- „Lnaga”, nuveletă de Vladimir Colin (1966)
- „Sub alte stele”, povestire de Vladimir Colin (1972)
- „Vestala timpului”, ficțiune scurtă de Vladimir Colin
- „Întâlnirea”, povestire de Vladimir Colin (1966)
- „Giovanna și îngerul”, nuveletă de Vladimir Colin (1966)
- „Fotograful invizibilului”, povestire de Vladimir Colin (1966)
- „Broasca”, ficțiune scurtă de Vladimir Colin (1964)
- „Oneiros”, ficțiune scurtă de Vladimir Colin (1966)
- „Zăpezile de pe Ararat”, ficțiune scurtă de Vladimir Colin (1966)
- „În cerc, tot mai aproape”, povestire de Vladimir Colin (1972)
- „Stânca de brocart”, ficțiune scurtă de Vladimir Colin (1966)
- „Undeva, un om”, ficțiune scurtă de Vladimir Colin (1966)

## Primire
În 1975, colecția de povestiri Dinții lui Cronos a primit Premiul Asociației Scriitorilor. 
A fost publicată în limba rusă în 1979 ca Зубы Хроноса Arhivat în 30 ianuarie 2019, la Wayback Machine. de către editura Albatros cu o copertă asemănătoare (fără însemnele colecției Fantastic Club).

## Legături externe
- Dinții lui Cronos la isfdb.org
- Dinții lui Cronos (Зубы Хроноса, 1979) la fantlab.ru

## Vezi și
- Lista cărților științifico-fantastice publicate în România
- Lista volumelor publicate în Colecția Fantastic Club
- 1975 în literatură